# لامبروس جاورجيادس
لامبروس جاورجيادس هو لاعب كرة قدم يوناني في مركز الوسط، ولد في 11 يونيو 1963 في Nea Samsounta ‏ في اليونان.